# 2007-es Formula–1 bahreini nagydíj
A bahreini nagydíj volt a 2007-es Formula–1 világbajnokság harmadik futama, amelyet 2007. április 15-én rendeztek meg a Bahrain International Circuiten, Szahírban. A pályán egy kör 5,412 km, a verseny 57 körös volt.

## Időmérő edzés
A pole-pozíciót az egész hétvégén domináló Felipe Massa megszerezte meg 1:32,652-es idővel.
| Helyezés | Versenyző            | Csapat/Motor       | 1. rész  | 2. rész  | 3. rész  |
| -------- | -------------------- | ------------------ | -------- | -------- | -------- |
| 1        | Felipe Massa         | Ferrari            | 1:32.443 | 1:31.359 | 1:32.652 |
| 2        | Lewis Hamilton       | McLaren-Mercedes   | 1:32.580 | 1:31.752 | 1:32.935 |
| 3        | Kimi Räikkönen       | Ferrari            | 1:33.161 | 1:31.812 | 1:33.131 |
| 4        | Fernando Alonso      | McLaren-Mercedes   | 1:33.049 | 1:32.214 | 1:33.192 |
| 5        | Nick Heidfeld        | BMW Sauber         | 1:33.164 | 1:32.154 | 1:33.404 |
| 6        | Robert Kubica        | BMW Sauber         | 1:33.348 | 1:32.292 | 1:33.710 |
| 7        | Giancarlo Fisichella | Renault            | 1:33.556 | 1:32.889 | 1:34.056 |
| 8        | Mark Webber          | Red Bull-Renault   | 1:33.496 | 1:32.808 | 1:34.106 |
| 9        | Jarno Trulli         | Toyota             | 1:33.218 | 1:32.429 | 1:34.154 |
| 10       | Nico Rosberg         | Williams-Toyota    | 1:33.349 | 1:32.815 | 1:34.399 |
| 11       | Alexander Wurz       | Williams-Toyota    | 1:33.759 | 1:32.915 |          |
| 12       | Heikki Kovalainen    | Renault            | 1:33.467 | 1:32.935 |          |
| 13       | Anthony Davidson     | Super Aguri-Honda  | 1:33.299 | 1:33.082 |          |
| 14       | Ralf Schumacher      | Toyota             | 1:33.923 | 1:33.294 |          |
| 15       | Rubens Barrichello   | Honda              | 1:33.776 | 1:33.624 |          |
| 16       | Jenson Button        | Honda              | 1:33.967 | 1:33.731 |          |
| 17       | Szató Takuma         | Super Aguri-Honda  | 1:33.984 |          |          |
| 18       | Vitantonio Liuzzi    | Toro Rosso-Ferrari | 1:34.024 |          |          |
| 19       | Scott Speed          | Toro Rosso-Ferrari | 1:34.333 |          |          |
| 20       | Adrian Sutil         | Spyker-Ferrari     | 1:35.280 |          |          |
| 21       | David Coulthard      | Red Bull-Renault   | 1:35.341 |          |          |
| 22       | Christijan Albers    | Spyker-Ferrari     | 1:35.533 |          |          |

## Futam

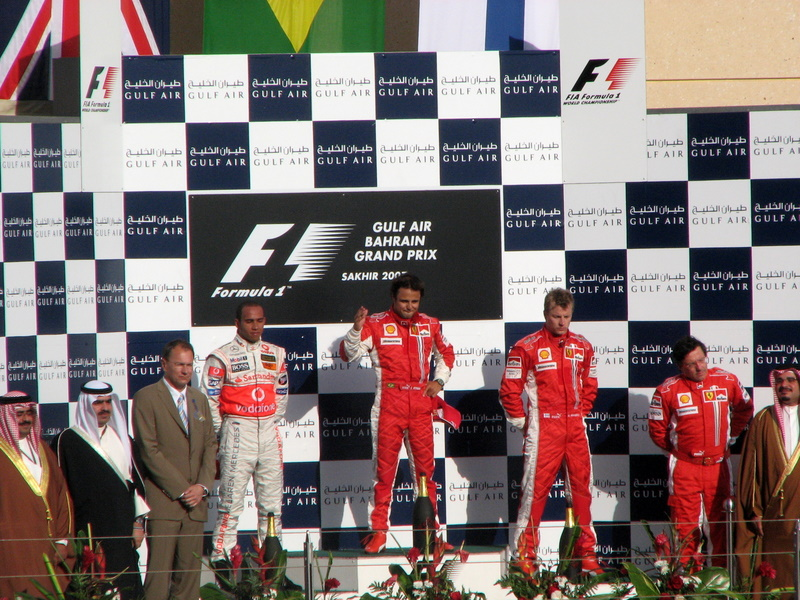
A bahreini nagydíj dobogós helyezettjei

A bahreini nagydíjon egyértelműen a Ferraris Massa dominált. Megszerezte a pole-pozíciót 1:32,652-del, majd megnyerte a versenyt Hamilton és Räikkönen előtt. Szintén Massáé lett a leggyorsabb kör is: 1:34,067. Nick Heidfeld harmadszorra is a negyedik helyen végzett, Alonso csak az ötödik lett. A verseny egyik legérdekesebb pillanata Heidfeld Alonso elleni sikeres előzése volt. Kubica hatodik, Trulli hetedik, Fisichella nyolcadik lett utolsó pontszerzőként. A sivatagi versenyen hatan estek ki, köztük a két Red Bull is: Mark Webber és David Coulthard.
A harmadik világbajnoki futam után mind az első három helyezett versenyzőnek: Alonsónak, Hamiltonnak és Räikkönennek is 22 pontja volt. A brit újonc Lewis Hamilton a Formula–1 történetében először lett mindhárom első versenyén dobogós.

| Helyezés | Rajtszám | Versenyző            | Csapat/Motor       | Futott kör | Idő/Kiesés oka | Rajthely | Pont |
| -------- | -------- | -------------------- | ------------------ | ---------- | -------------- | -------- | ---- |
| 1        | 5        | Felipe Massa         | Ferrari            | 57         | 1h33:27.512    | 1        | 10   |
| 2        | 2        | Lewis Hamilton       | McLaren-Mercedes   | 57         | + 2.360        | 2        | 8    |
| 3        | 6        | Kimi Räikkönen       | Ferrari            | 57         | + 10.834       | 3        | 6    |
| 4        | 9        | Nick Heidfeld        | BMW Sauber         | 57         | + 13.831       | 5        | 5    |
| 5        | 1        | Fernando Alonso      | McLaren-Mercedes   | 57         | + 14.426       | 4        | 4    |
| 6        | 10       | Robert Kubica        | BMW Sauber         | 57         | + 45.529       | 6        | 3    |
| 7        | 12       | Jarno Trulli         | Toyota             | 57         | + 1:21.371     | 9        | 2    |
| 8        | 3        | Giancarlo Fisichella | Renault            | 57         | + 1:21.701     | 7        | 1    |
| 9        | 4        | Heikki Kovalainen    | Renault            | 57         | + 1:29.421     | 12       |      |
| 10       | 16       | Nico Rosberg         | Williams-Toyota    | 57         | + 1:29.936     | 10       |      |
| 11       | 17       | Alexander Wurz       | Williams-Toyota    | 56         | + 1 kör        | 11       |      |
| 12       | 11       | Ralf Schumacher      | Toyota             | 56         | + 1 kör        | 14       |      |
| 13       | 8        | Rubens Barrichello   | Honda              | 56         | + 1 kör        | 15       |      |
| 14       | 21       | Christijan Albers    | Spyker-Ferrari     | 55         | + 2 kör        | 22       |      |
| 15       | 20       | Adrian Sutil         | Spyker-Ferrari     | 53         | + 4 kör        | 20       |      |
| 16       | 23       | Anthony Davidson     | Super Aguri-Honda  | 51         | Motorhiba      | 13       |      |
| Ki       | 15       | Mark Webber          | Red Bull-Renault   | 41         | Váltóhiba      | 8        |      |
| Ki       | 10       | David Coulthard      | Red Bull-Renault   | 36         | Tengely        | 21       |      |
| Ki       | 22       | Szató Takuma         | Super Aguri-Honda  | 34         | Motorhiba      | 17       |      |
| Ki       | 18       | Vitantonio Liuzzi    | Toro Rosso-Ferrari | 26         | Hidraulika     | 18       |      |
| Ki       | 7        | Jenson Button        | Honda              | 0          | Baleset        | 16       |      |
| Ki       | 19       | Scott Speed          | Toro Rosso-Ferrari | 0          | Baleset        | 19       |      |

## A világbajnokság élmezőnyének állása a futam után
| H | Versenyzők      | Pont | H | Konstruktőrök    | Pont |
| - | --------------- | ---- | - | ---------------- | ---- |
| 1 | Kimi Räikkönen  | 22   | 1 | McLaren-Mercedes | 44   |
| 2 | Fernando Alonso | 22   | 2 | Ferrari          | 39   |
| 3 | Lewis Hamilton  | 22   | 3 | BMW Sauber       | 18   |
| 4 | Felipe Massa    | 17   | 4 | Renault          | 5    |
| 5 | Nick Heidfeld   | 15   | 5 | Toyota           | 5    |

## Statisztikák
Vezető helyen:
- Felipe Massa: 51 kör (1–21 / 24–40 / 45–57)
- Kimi Räikkönen: 2 kör (22–23)
- Lewis Hamilton: 4 kör (41–44)

Felipe Massa 3. győzelme, 5. pole-pozíciója, 3. leggyorsabb köre, 1. mesterhármasa (gy, pp, lk)
- Ferrari 194. győzelme.